# 角岳史
角 岳史（すみ たけし、1975年12月13日 - ）は、日本の指揮者、演出家。

## 略歴
島根県生まれ。島根県立松江南高等学校、東京学芸大学芸術課程音楽科卒業。
大学在学時から指揮者として活動し、1996年より2009年まで（財）日本オペレッタ協会の全ての公演において、『こうもり』『メリーウィドウ』をはじめとする数多くのオペレッタに指揮者または合唱指揮者として携わる。
2009年からは東京オペレッタ劇場代表として、指揮者としてのみならず演出家としても活動しており、日本語訳詞による多くのオペラやオペレッタ作品をプロデュースしている。
2014年、演出を手掛けた『伯爵令嬢マリツァ』で第13回佐川吉男音楽賞奨励賞を受賞。
指揮を井崎正浩、湯浅勇治、松尾葉子、ルドルフ・ビーブル（ドイツ）、ヴァラディ・カタリン（ハンガリー）に学ぶ。

## 主な演出作品（自身の訳詞による）
- カルメン（ジョルジュ・ビゼー）
- こうもり（ヨハン・シュトラウス2世）
- 天国と地獄（ジャック・オッフェンバック）
- メリー・ウィドウ（フランツ・レハール）
- 魔笛（ヴォルフガング・アマデウス・モーツァルト）
- ボッカッチョ（フランツ・フォン・スッペ）
- 伯爵令嬢マリツァ（エメリッヒ・カールマン）
- 小鳥売り（カール・ツェラー）